# Avinguda Madrid
L'avinguda Madrid de la ciutat de Lleida és una via de doble sentit amb 2 carrils en cada direcció separats per una mitjana de formigó amb arbrat.
Comença al Pont Vell, a l'altura de l'Estàtua d'Indíbil i Mandoni, i segueix paral·lela al riu Segre fins al Pont de la Universitat per a, en aquest punt, separar-se'n lleugerament durant el seu tram final fins a trobar el Gran Passeig de Ronda a l'altura del Turó de Gardeny i la carretera N-2 direcció Alcarràs.
A l'avinguda de Madrid es troben alguns dels edificis arquitectònicament més importants de la ciutat: la Paeria, el Casino Principal, la Casa Melcior, l'edifici Montepio, el CaixaForum, l'estació d'autobusos i el Col·legi Montserrat.